# San Sosti
San Sosti é uma comuna italiana da região da Calábria, província de Cosenza, com cerca de 2.323 habitantes. Estende-se por uma área de 43 km², tendo uma densidade populacional de 54 hab/km². Faz fronteira com Altomonte, Buonvicino, Grisolia, Malvito, Mottafollone, Roggiano Gravina, San Donato di Ninea.

## Demografia
| Variação demográfica do município entre 1861 e 2011                               |
|                                                                                   |
| Fonte: Istituto Nazionale di Statistica (ISTAT) - Elaboração gráfica da Wikipedia |